# Stefanaq Pollo
Stefanaq Pollo (ur. 7 lutego 1923 w Përmecie, zm. 15 maja 1997) – albański historyk, dziekan Wydziału Historyczno-Filologicznego Uniwersytetu Tirańskiego, członek albańskiego ruchu oporu podczas II wojny światowej.

## Życiorys
Stefanaq Pollo urodził się 7 lutego 1923 roku, jako syn kupca i działacza narodowego Themistokli Pollo. Po ukończeniu szkoły podstawowej zapisał się do Państwowego Liceum w Korczy. Wyróżniał się zamiłowaniem do historii, literatury i języka albańskiego. Rok szkolny 1938/39 został przerwany 7 kwietnia 1939 - w dniu rozpoczęcia włoskiej inwazji na Albanię. Od 1942 działał w komunistycznej organizacji młodzieżowej, w której szeregach pozostawał do wyzwolenia kraju spod hitlerowskiej okupacji.
Po zakończeniu wojny był redaktorem naczelnym w gazetach Kushtrimi i Lirisë i Rinia. Został wysłany na studia na Uniwersytet Łomonosowa w Moskwie, gdzie studiował w latach 1945-1950. Po ukończeniu studiów wrócił do Albanii. Pełnił funkcję wiceprezesa Akademii Nauk Albanii w latach 1951-1957. W roku 1957 został dziekanem Wydziału Historyczno-Filologicznego Uniwersytetu Tirańskiego. W latach 1972–1989 był dyrektorem Instytutu Historii Akademii Nauk Albanii.
W latach 1964–1991 pełnił funkcję redaktora naczelnego czasopisma Studime historike.
W latach 1970–1978 był deputowanym do Zgromadzenia Ludowego. Odznaczony Orderem Czerwonego Sztandaru Pracy I kl.

## Twórczość
- 1973: Historia e Shqipërisë : për shkollat e mesme (wspólnie z Kristo Frashërim)
- 1981: The history of Albania: From its origins to the present day (wspólnie z Arbenem Puto) ISBN 978-0-7100-0365-2